# Dock Junction
Dock Junction és una concentració de població designada pel cens dels Estats Units a l'estat de Geòrgia. Segons el cens del 2000 tenia 6.951 habitants.

## Demografia
Segons el cens del 2000, Dock Junction tenia 6.951 habitants, 2.805 habitatges, i 1.924 famílies. La densitat de població era de 281 habitants per km².
Dels 2.805 habitatges en un 31,5% hi vivien nens de menys de 18 anys, en un 47,8% hi vivien parelles casades, en un 16,1% dones solteres, i en un 31,4% no eren unitats familiars. En el 26,5% dels habitatges hi vivien persones soles el 9,7% de les quals corresponia a persones de 65 anys o més que vivien soles. El nombre mitjà de persones vivint en cada habitatge era de 2,48 i el nombre mitjà de persones que vivien en cada família era de 2,97.
Per edats la població es repartia de la següent manera: un 26,2% tenia menys de 18 anys, un 8,7% entre 18 i 24, un 29,5% entre 25 i 44, un 22,3% de 45 a 60 i un 13,3% 65 anys o més.
L'edat mediana era de 36 anys. Per cada 100 dones de 18 o més anys hi havia 91 homes.
La renda mediana per habitatge era de 28.371 $ i la renda mediana per família de 31.655 $. Els homes tenien una renda mediana de 25.769 $ mentre que les dones 20.168 $. La renda per capita de la població era de 14.768 $. Entorn del 17,2% de les famílies i el 18,8% de la població estaven per davall del llindar de pobresa.

## Poblacions més properes
El següent diagrama mostra les poblacions més properes.